# Theo Barklem-Biggs
Theo Barklem-Biggs (nacido el 21 de marzo de 1990) es un actor de cine y televisión británico de Londres. Ha realizado papeles tanto cómicos como dramáticos.

## Carrera
Hizo su primera aparición televisiva en The Bill en 2008. Apareció en EastEnders, Silk, The Fades en la televisión británica y luego en la película de 2011 The Inbetweeners y en la película de 2014 Kingsman: The Secret Service. En mayo de 2020 comenzó a interpretar a Petey en The First Team (serie de televisión), jugando como jugador joven en un club de fútbol de la Premier League. En el programa apareció con su amigo cercano Samson Kayo con quien también apareció en Sliced como dos mejores amigos y repartidores de pizzas. Kayo escribió el papel específicamente para Barklem-Biggs, a quien conocía desde hacía 10 años o más.
Barklem-Biggs recibió elogios por su interpretación de Sid Godley en el drama de la Primera Guerra Mundial de 2014 Our World War. Tuvo el papel principal en el cortometraje nominado al BAFTA Samuel-613. Apareció en la serie de televisión británica Cleaning Up junto a Sheridan Smith y en la serie de comedia carcelaria Crims junto a Elis James. También apareció en la serie de la BBC Tatau, y en la película de comedia de 2018 The Festival. Fue Kai en la película Make Up de Claire Oakley de 2019, y fue Neville en la película de terror británica de 2021 The Power.
En 2022, protagonizó SAS: Rogue Heroes junto a Connor Swindells, Jack O'Connell, Alfie Allen y Dominic West del creador de Peaky Blinders, Steven Knight.

## Filmografía parcial
| Año     | Título                       | Papel                   | Notas        |
| ------- | ---------------------------- | ----------------------- | ------------ |
| 2008    | The Bill                     | Carl                    | 1 episodio   |
| 2009    | Doctors                      | Anthony                 | 1 episodio   |
| 2010    | Holby City                   | Joey                    | 1 episodio   |
| 2010    | EastEnders                   | Mitch                   | 1 episodio   |
| 2010    | Miranda                      | Youth                   | 1 episodio   |
| 2011    | The Inbetweeners Movie       | Richard                 | Película     |
| 2011    | The Fades                    | DC Firth                | 5 episodios  |
| 2010    | Holby City                   | Joey                    | 1 episodio   |
| 2011-14 | Silk                         | Jake                    | 18 episodios |
| 2012    | Keith Lemon: The Film        | Buster                  | Película     |
| 2013    | Hammer of the Gods           | Vali                    | Película     |
| 2013    | Count Arthur Strong          | Antony                  | 1 episodio   |
| 2013    | The Guilty                   |                         | 2 episodios  |
| 2014    | Our World War                | Sid                     |              |
| 2014    | Kingsman: The Secret Service | Ryan                    | Película     |
| 2015    | Crims                        | Marcel                  | 6 episodios  |
| 2015    | Ballot Monkeys               | Conor                   | 5 episodios  |
| 2015    | Tatau                        | Pete ‘Budgie’ Griffiths | 8 episodios  |
| 2015    | The Interceptor              |                         |              |
| 2015    | Cradle to Grave              | Colin                   | 1 episodio   |
| 2016    | Drunk History: UK            |                         | 3 episodios  |
| 2017    | Journey's End                | Private Watson          | Película     |
| 2018    | Crimen en el paraíso         | Ray Campbell            | 1 episodio   |
| 2018    | The Festival                 | Gordy                   | Película     |
| 2019    | Cleaning Up                  |                         | 5 episodios  |
| 2019    | White Gold                   | Ronnie Jnr.             | 4 episodios  |
| 2019    | Carnival Row                 | Cabal                   | 3 episodios  |
| 2019    | Make Up                      | Kai                     | Película     |
| 2019    | Sliced                       | Ricky                   | 9 episodios  |
| 2020    | The First Team               | Petey                   | 6 episodios  |
| 2020    | La batalla olvidada          | John                    | Película     |
| 2021    | Cherry                       | Sargento North          | Película     |
| 2021    | The Power                    | Neville                 | Película     |
| 2022    | SAS: Rogue Heroes            | Reg                     | 6 episodios  |